# Cebus cuscinus
El mono capuchino de cabeza de choque (Cebus cuscinus) es una especie de monos capuchinos gráciles de Bolivia y Perú. Anteriormente se le clasificaba como una subespecie del mono capuchino de frente blanca de Humboldt (C. albifrons), pero en 2013 Mittermeier y Rylands lo elevaron a una especie separada, siguiendo estudios genéticos de Boubli et al. en 2012 y Lynch Alfaro et al. en 2010.
El capuchino de cabeza de shock vive en bosques de tierras bajas e inundados estacionalmente de la cuenca superior del Amazonas, así como en bosques montanos de los Andes, hasta altitudes de 1800 m (5905,5 pies). Los machos tienen una longitud de cabeza y cuerpo de aproximadamente 40 cm con una longitud de cola de aproximadamente 44 cm. Las hembras tienen una longitud de cabeza y cuerpo entre 39 y 46 cm (15 y 18 pulgadas) con una longitud de cola entre 39 y 47.5 cm (15.4 y 18.7 pulgadas).